# STS-41-B
STS-41-B byla mise amerického raketoplánu Challenger a celkově 10. let v rámci programu Space Shuttle. Cílem letu bylo vypuštění dvou telekomunikačních družic (WESTAR 6 a PALABA-B2) a testování manévrovacích jednotek MMU, které dokázaly zabezpečit pohyb astronauta ve volném prostoru bez jakéhokoliv jištění s raketoplánem. Při těchto testech se Bruce McCandless stal prvním člověkem, který se na oběžné dráze pohyboval úplně nezávisle na vesmírné lodi.

## Nové označení letů
Při této misi se poprvé použil nový způsob označování letů. Na začátku se lety označovaly zkratkou STS, za kterou následovalo pořadové číslo, v jakém byla mise schválena. Od letu STS-41-B až do havárie raketoplánu Challenger se používala o něco komplikovanější metoda. Za zkratkou STS následovalo číslo rozpočtového roku, do kterého příslušný let patřil. Rozpočtový rok v USA začíná 1. října předchozího roku. Poté následovalo číslo označující místo startu. Ve všech misích se objevilo jen číslo 1, které označovalo Kennedyho vesmírné středisko. Teoreticky tam mohlo být i číslo 2 – kalifornská základna Vanderberg AFB, ale ta nebyla v praxi nikdy použita. Závěrečné písmeno označovalo plánované pořadí této výpravy v rozpočtovém roce. Pořadí se mohlo změnit, písmeno však zůstalo. Například označení STS-41-B znamená, že jde o misi spadající do rozpočtového roku 1984 (1. 10. 1983 – 30. 9. 1984), startující z Kennedyho vesmírného střediska a naplánovanou jako druhou misi (i když byla nakonec realizována jako první). Podle původního označení by se tento let nazýval STS-11.

## Posádka
- Vance D. Brand (3), velitel letu[1]
- Robert L. Gibson (1), pilot
- Bruce McCandless II (1), první letový specialista
- Ronald E. McNair (1), druhý letový specialista
- Robert L. Stewart (1), třetí letový specialista

(v závorkách je uveden dosavadní počet letů do vesmíru včetně této mise)
Zajímavost: Ronald McNair o dva roky později zahynul při explozi Challengeru při misi STS-51-L.

## Příprava na start
Přípravy orbiteru Challenger na jeho další misi byly velmi poznamenané dramatickým koncem předcházející mise STS-9 raketoplánu Columbia. Díky tomu byla na Challengeru nahrazena všechna tři hydraulická čerpadla APU novými, počítače byly vymontovány a poslány výrobci na revizi, zda se i v nich nenacházejí mikroskopické kovové částečky, které zavinily výpadky na Columbii. Protože se i v počítačích Challengera tyto částice našly, 4 z 5 počítačů byly vyměněny a přibyl šestý jako rezerva. 6. ledna putoval Challenger do montážní haly VAB, kde ho připojili k venkovní palivové nádrži ET a startovacím motorům SRB. Startovací sestava se na rampu přesunula 12. ledna a 14. ledna začalo dvoudenní ukládání družic do nákladového prostoru. Na rampě proběhly též všechny komplexní předstartové zkoušky a 1. února se v čase T-43 hodin začalo závěrečné odpočítávání. 3. února v 13:00 UT na začátku startovacího okna raketoplán odstartoval.

## Průběh letu
Po bezproblémovém startu za ideálních povětrnostních podmínek se po 129 sekundách v čase T+8,48 min oddělily od hlavní palivové nádrže motory SRB. Po vypnutí hlavních motorů SSME zážeh orbitálních motorů OMS navedl raketoplán na kruhovou dráhu ve výšce 302 km.
Po otevření nákladového prostoru bylo první úlohou posádky vypustit družici Westar 6. Tato družice měla sloužit na vnitrostátní telekomunikaci v rámci USA: Westar 6 byla v 21:00 UT pružinami vymrštěna do prostoru a po zhruba 45 minutách zažehla svůj urychlovací motor PAM-D. Motor však hořel příliš krátce – jen 15 sekund namísto plánovaných 80. Družice se proto nedostala na plánovanou oběžnou dráhu 200 až 36 000 km a také přestala vysílat i telemetrii. Z důvodů této havárie bylo o dva dny odloženo vypuštění druhé družice. Po odloženém vypuštění však i družice Palapa B-2 skončila podobně jako Westar 6 – její motor zhasl příliš brzy a ani ona se nedostala na plánovanou oběžnou dráhu. Neúspěchem skončil také experiment s vypuštěním balónové družice. Balón v důsledku přetlaku praskl a Challenger musel rychle odmanévrovat z blízkosti nebezpečných trosek. Dvě družice byly po rozhodnutí odborníků ponechány svému osudu až do jejich zachycení raketoplánem Discovery při misi STS-51-A.
Z celé mise se podařilo úspěšně dokončit jen materiálové pokusy na západoněmecké družici SPAS-01A a dva výstupy do otevřeného prostoru.

### EVA-1

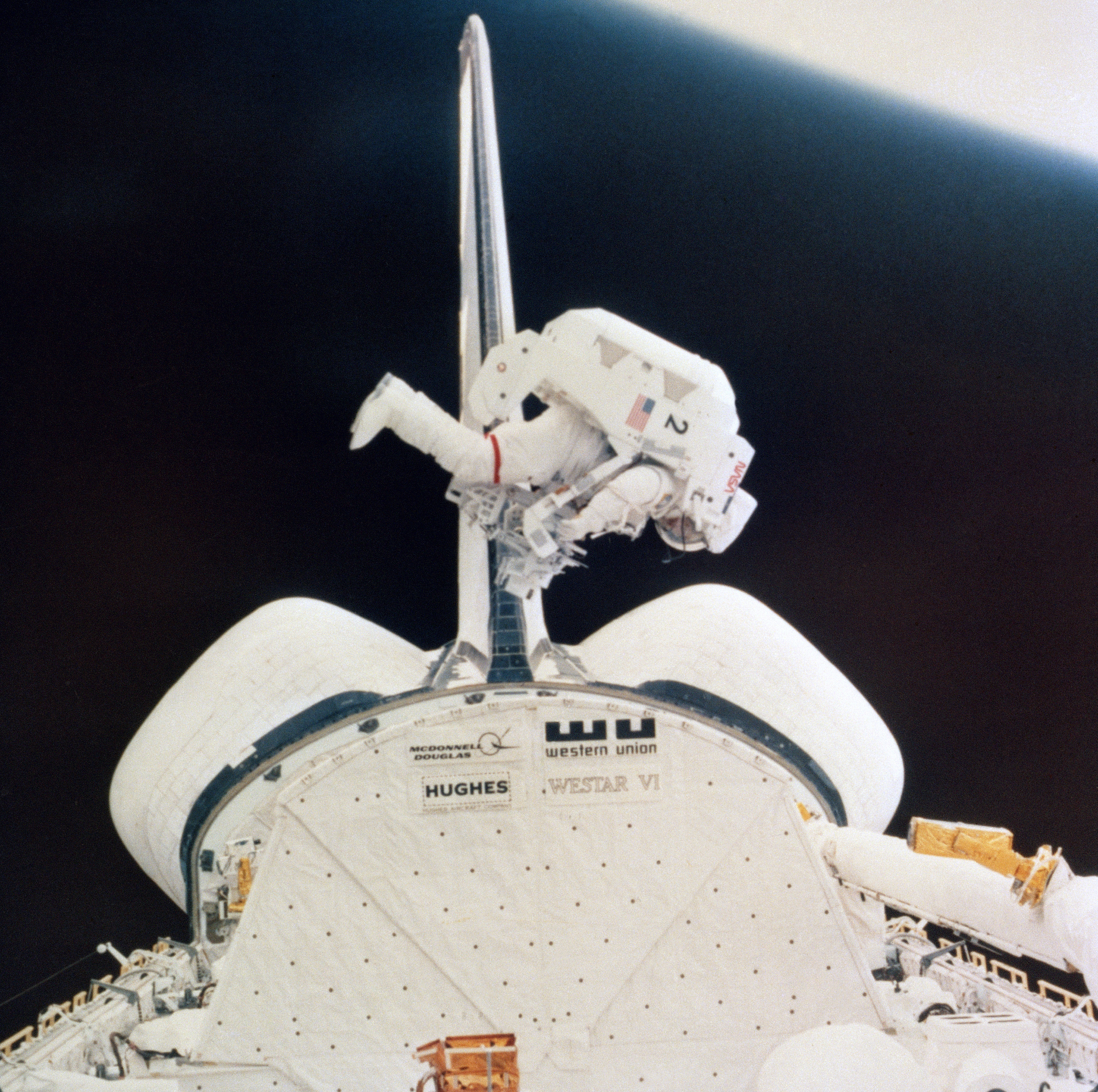
McCandless zkouší manévrovací jednotku MMU v nákladovém prostoru.

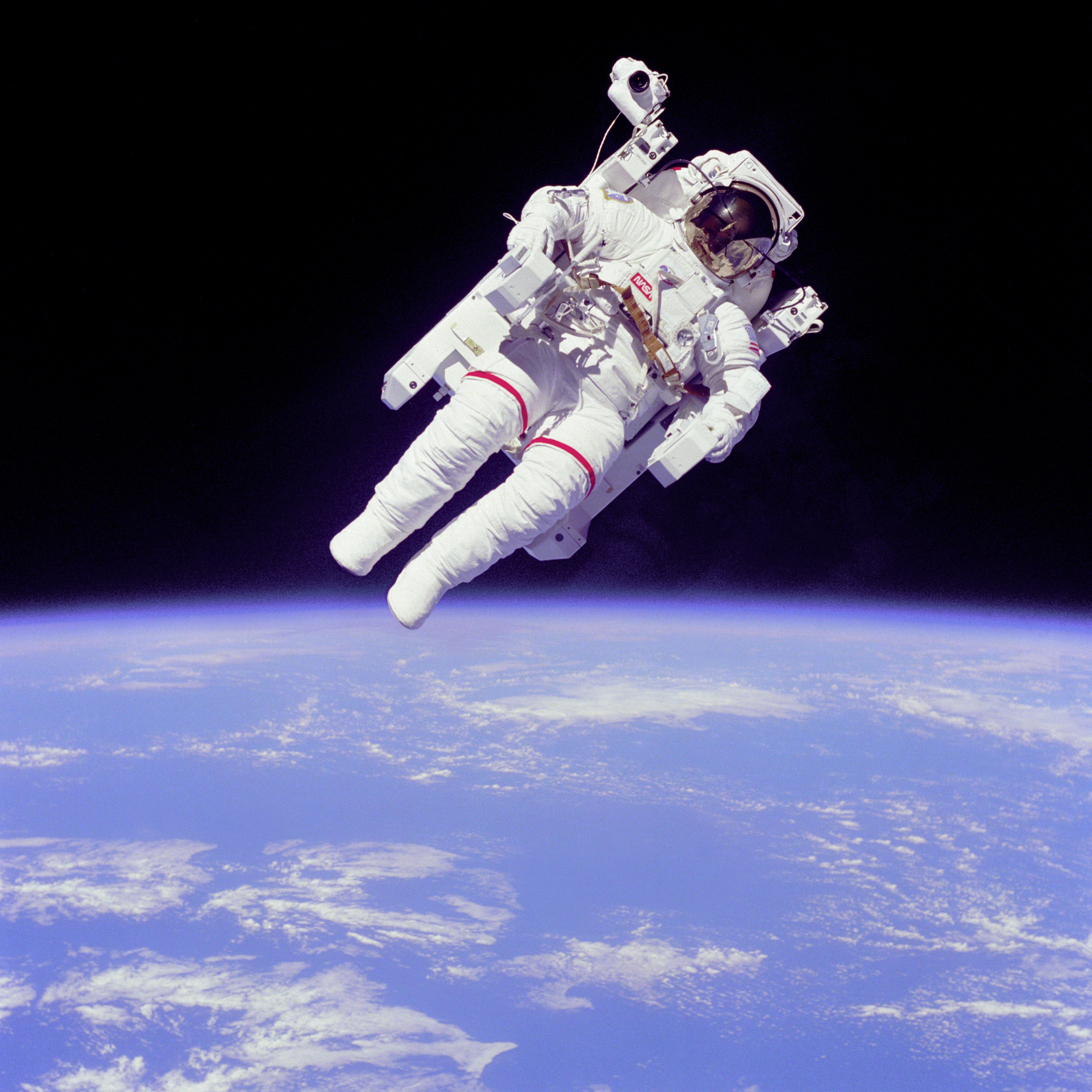
McCandless při pohledu z Challengeru.

V průběhu pátého dne letu vystoupili letový specialisté Bruce McCandless a Robert Steward ve skafandrech do nákladového prostoru raketoplánu. McCandless prověřil systémy manévrovací jednotky MMU-1, poté se k ní připojil, odpojil ji od umístění a vyplaval do přední části nákladového prostoru. McCandless vyzkoušel obraty na místě i přelet mezi překážkami v nákladovém prostoru. Potom dostal od velitele Branda povolení vzdálit se 45 metrů od raketoplánu. Po návratu z této 12 minutové cesty dostal povolení na oblet do vzdálenosti až 90 metrů. Svůj výlet Bruce okomentoval takto: „Ten pohled, který tu mám, to je něco celkem jiného, než když člověk kouká z kabiny letadla. Tomuto říkám panorama!“
Steward měl však různé problémy. Nepodařilo se mu například zachytit úchytky na nářadí na montážní plošině, která se nachází na konci manipulátoru RMS. S tím mu pomohl McCandless po svém druhém návratu, ale vzhledem k časovému skluzu dostal Steward povolení jen na jeden let od raketoplánu. Stewart se od něho vzdálil až na 93 metrů. McCandless převzal jeho místo na plošině a zkoušel pohyby na manipulátoru RMS, který ovládal McNair. Po šesti hodinách pobytu v otevřeném prostoru se oba astronauti vrátili do přechodové komory a následně do raketoplánu.

### EVA-2
Druhý výstup do otevřeného prostoru proběhl sedmý den letu. Kvůli poruše na záložním systému řízení bočního pohybu zápěstí manipulátoru však Steward a McCandless nemohli trénovat s manipulátorem. Tentokrát šlo o zkoušení manévrovací jednotky MMU-2. Na konci výstupu se uvolnil adaptér na přichycení nohou astronautů v nákladovém prostoru. McCandlessovi se ho však při spolupráci s Brandem, který vhodně manévroval s raketoplánem, podařilo zachytit.

### Přistání
Po jednodenním odpočinku 11. února začaly přípravy na přistání. 169sekundový zážeh motorů OMS proběhl nad Indickým oceánem. V pravém modulu OMS bylo úmyslně necháno asi o 800 kg více pohonných hmot než v levém, aby piloti vyzkoušeli možnosti řízení nevyváženého raketoplánu. Challenger bezpečně přistál v 12:16 UT na dráze 15 na Kennedyho vesmírném středisku. Dojezd do úplného zastavení měřil 3 285 metrů. Šlo o vůbec první přistání raketoplánu na KVS na Floridě, které bylo plánované už při letu STS-7. Tehdy se však kvůli nepřízni počasí nemohlo uskutečnit.